# Estación de Nules-Villavieja
Nules-Villavieja (en valenciano Nules-La Vilavella) es una estación ferroviaria situada en el municipio español de Nules en la provincia de Castellón, Comunidad Valenciana. Forma parte de la línea C-6 de Cercanías Valencia operada por Renfe.

## Situación ferroviaria
La estación se encuentra en el punto kilométrico 51,6 de la línea férrea de ancho ibérico que une Valencia con San Vicente de Calders a 16,16 metros de altitud.

## Historia
La estación fue inaugurada el 25 de agosto de 1862 con la apertura del tramo Sagunto-Nules de la línea que pretendía unir Valencia con Tarragona. Las obras corrieron a cargo de la Sociedad de los Ferrocarriles de Almansa a Valencia y Tarragona o AVT que previamente y bajo otros nombres había logrado unir Valencia con Almansa. En 1889, la muerte de José Campo Pérez principal impulsor de la compañía abocó la misma a una fusión con Norte. En 1941, tras la nacionalización del ferrocarril en España la estación pasó a ser gestionada por la recién creada RENFE. 
Desde el 31 de diciembre de 2004 Renfe Operadora explota la línea mientras que Adif es la titular de las instalaciones ferroviarias.
Desde 2015 se está construyendo una variante, prácticamente paralela a la vía actual, para permitir mayor velocidad al pasar por la estación. Dicha obra también contempla la construcción de dos andenes pegados a los actuales en el lugar en que estaba el aparcamiento. Actualmente, sólo los trenes hacia Castellón usan la nueva variante, mientras que los que van al sur aún usan la vía de siempre.

## La estación
Está situada en la localidad de Nules entre las calles de Moncófar y Ramon Llull, a una distancia de 3 km de Villavieja, el otro municipio que da nombre a la estación y al que sirve de forma secundaria al estar conectado con ella mediante autobús. Cuenta con dos andenes laterales al que acceden dos vías. En el exterior existe un aparcamiento habilitado. 

## Servicios ferroviarios

### Cercanías
Los trenes de cercanías de la línea C-6 realizan parada en la estación.
| procedencia/destino | < estación | Línea | estación >                          | destino/procedencia   |
| ------------------- | ---------- | ----- | ----------------------------------- | --------------------- |
| Valencia-Norte      | Moncofar   |       | Burriana-Alquerías del Niño Perdido | Castellón de la Plana |